# Halvor Persson
Pour les articles homonymes, voir Persson.
Halvor Persson (né le 11 mars 1966) est un ancien sauteur à ski norvégien.

## Palmarès

### Coupe du Monde
- Meilleur classement final : 17e en 1985.
- Meilleur résultat : 2e.